# Bussière-Galant
Bussière-Galant ist eine Gemeinde in Frankreich. Sie gehört zur Region Nouvelle-Aquitaine, zum Département Haute-Vienne und zum Arrondissement Limoges. Die Bewohner nennen sich Bussiérois.

## Geografie
In der Gemeindegemarkung entspringen die Flüsse Dronne und Arthonnet.
Die Nachbargemeinden sind Pageas und Les Cars im Norden, Rilhac-Lastours im Nordosten, Saint-Hilaire-les-Places im Osten, Ladignac-le-Long im Südosten, Jumilhac-le-Grand im Süden, Saint-Priest-les-Fougères und Saint-Pierre-de-Frugie im Südwesten, Firbeix und Dournazac im Westen sowie Châlus im Nordwesten.
Die Eisenbahnstrecke Nexon – Thiviers via Bussière-Galant trug die französische Streckennummer 614 000 und war von 1880 bis 1996 in Betrieb.
Die vormalige Route nationale 701 führt über Bussière-Galant.

## Bevölkerungsentwicklung
| Jahr      | 1962 | 1968 | 1975 | 1982 | 1990 | 1999 | 2008 | 2013 |
| --------- | ---- | ---- | ---- | ---- | ---- | ---- | ---- | ---- |
| Einwohner | 1587 | 1616 | 1671 | 1545 | 1329 | 1386 | 1392 | 1366 |

## Sehenswürdigkeiten
- Kirche Saint-Martin
- Kirche Saint-Nicolas im Weiler Courbefy, datiert auf das 16. Jahrhundert, heute ein Monument historique
- Petit chemin de fer des Ribières, eine Gartenbahnanlage.

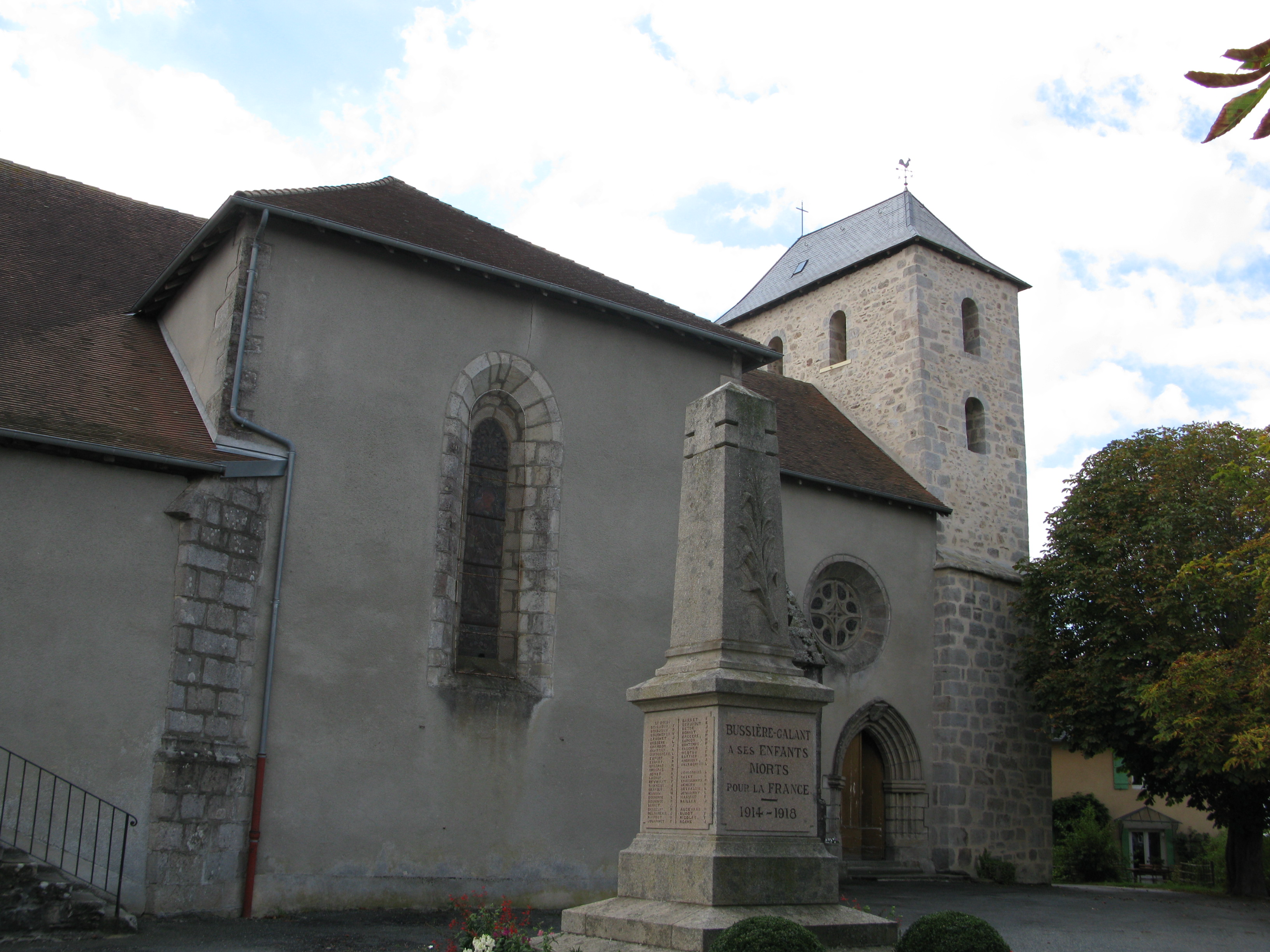
Kirche Saint-Martin
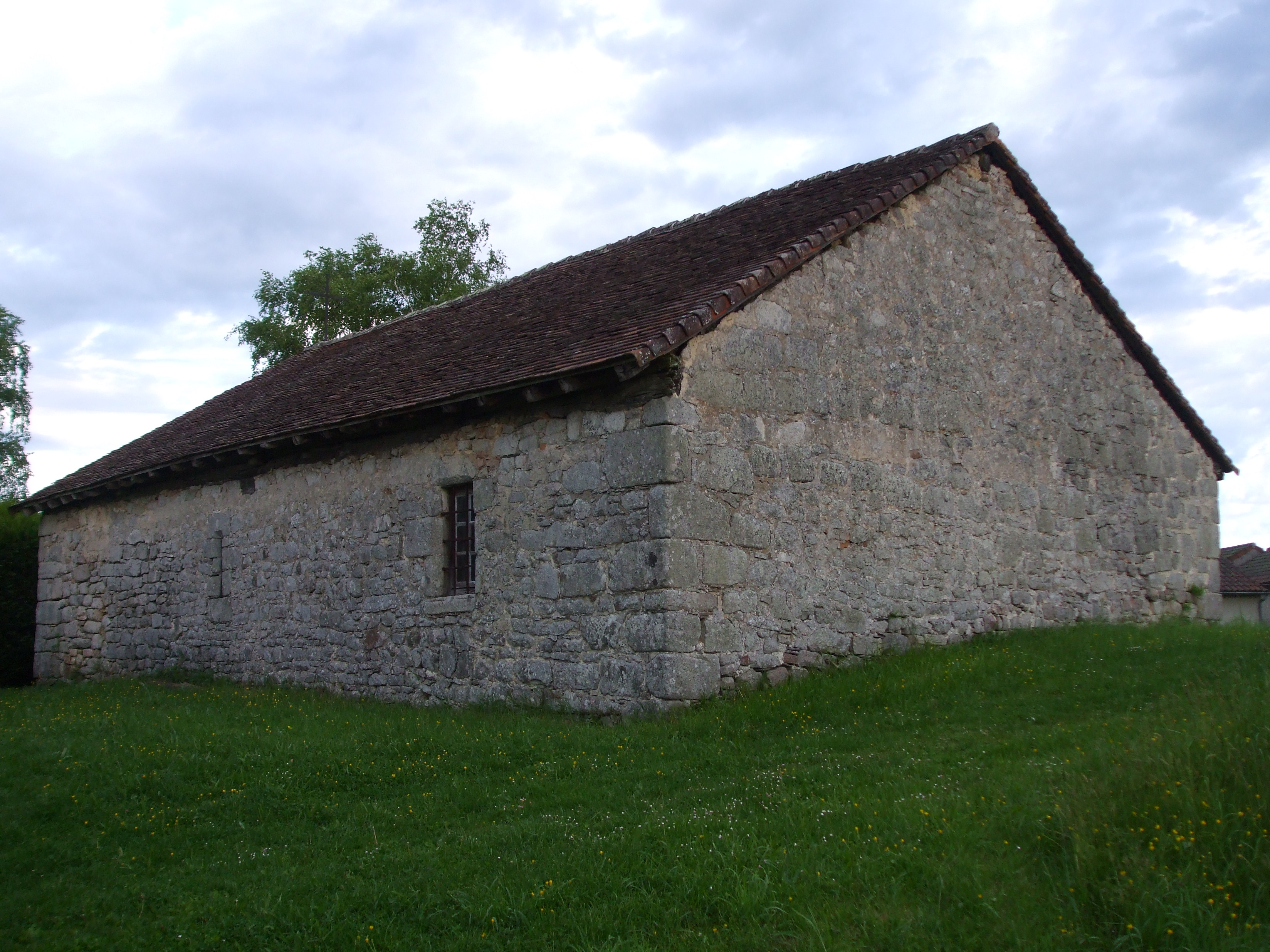
Die Kapelle von Courbefy
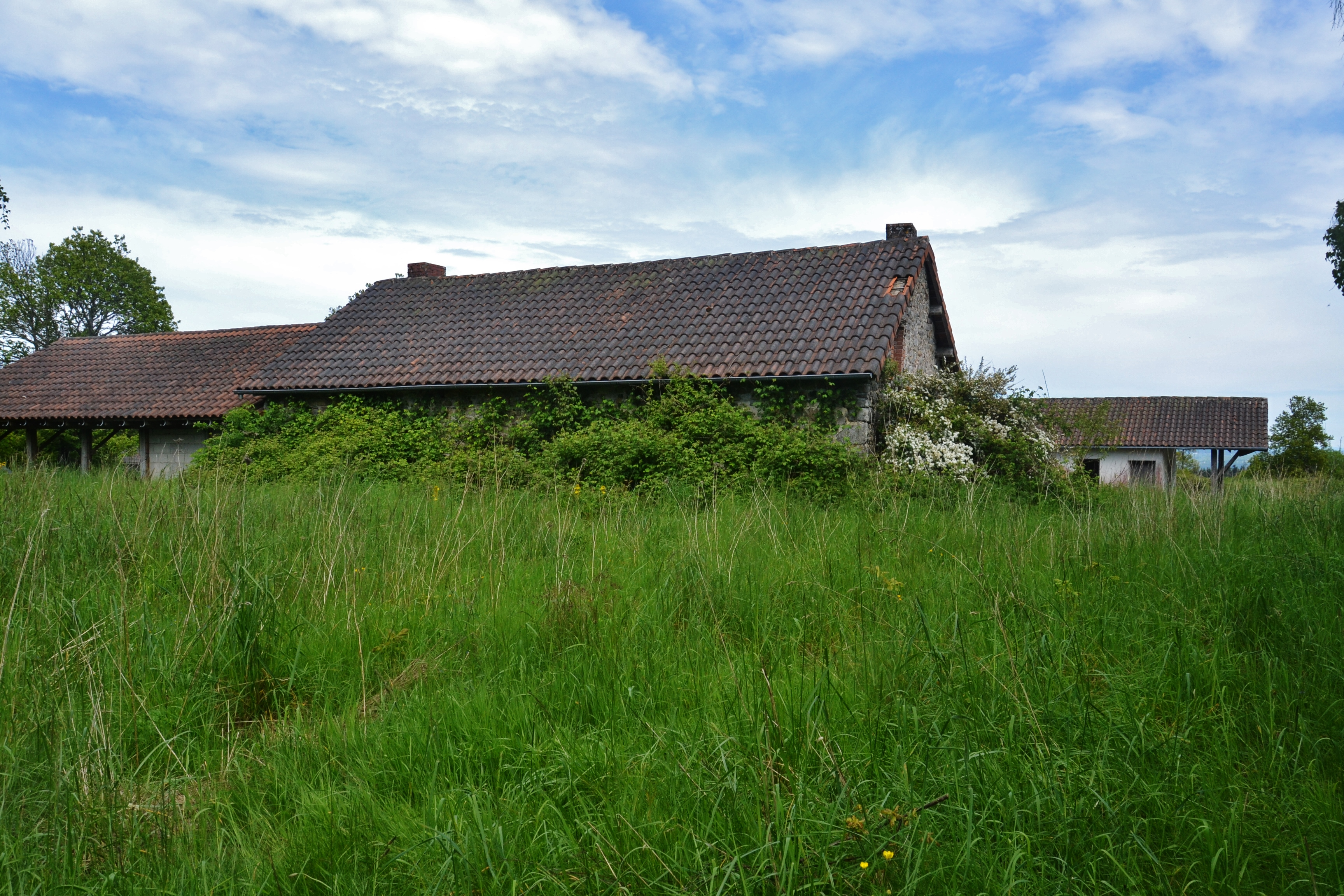
Courbefy
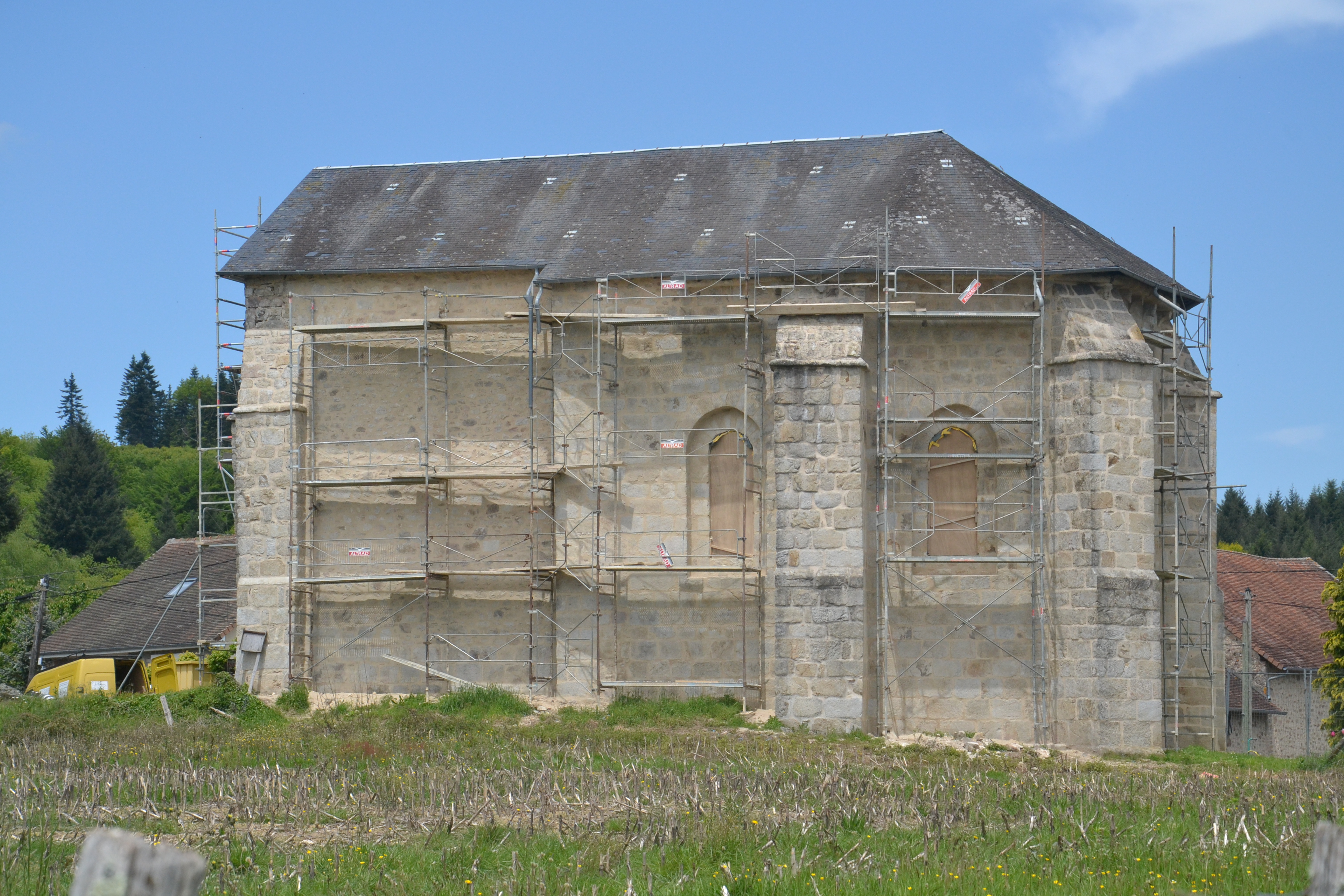
Kirche Saint-Nicolas
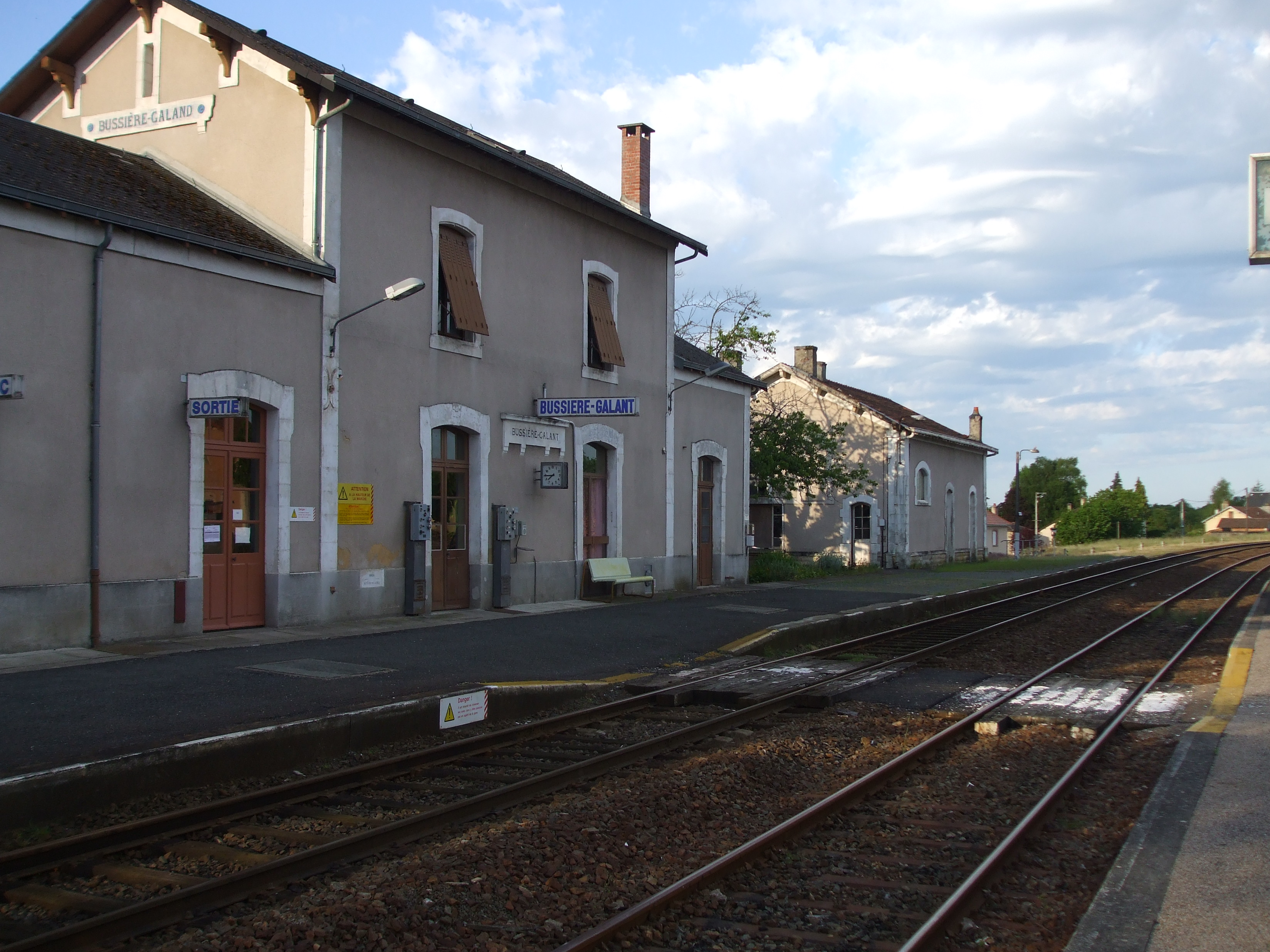
Bahnhof von Bussière-Galant
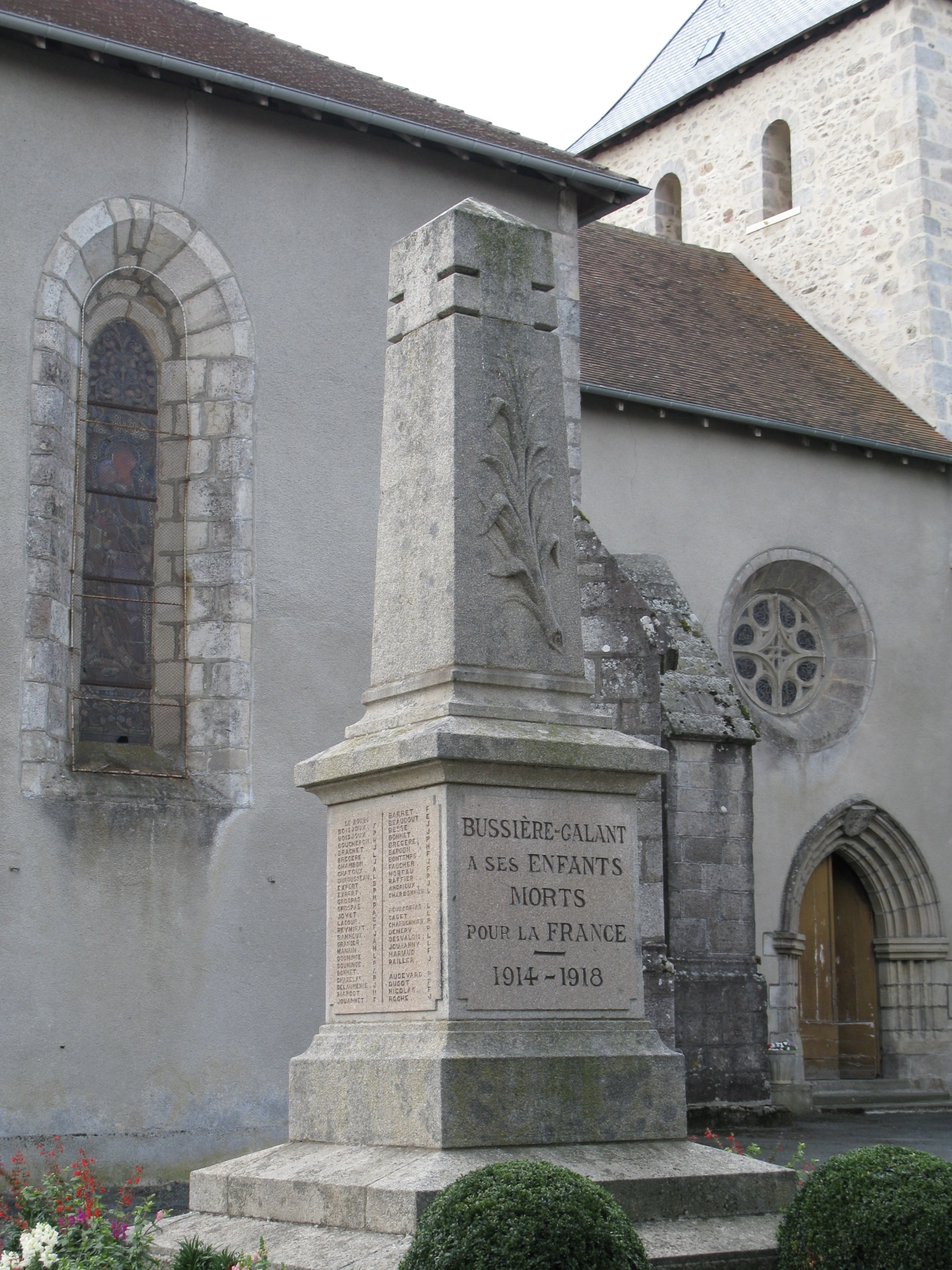
Kriegerdenkmal